# Matteo Anesi
Matteo Anesi (n. 16 august 1984, Trento, Trentino-Tirolul de Sud, Italia) este un patinator de viteză ce a reprezentat Italia, medaliat olimpic. A participat la 3 ediții ale Jocurilor Olimpice (2006, 2010, 2014) în care a câștigat o medalie de aur.